# Aftermath Music
Aftermath Music är ett norskt skivbolag baserat i Trondheim, Norge. Skivbolaget öppnade 1997 som en liten musikaffär, men har sedan expanderat inom olika fält.